# Barre-des-Cévennes
Barre-des-Cévennes is een gemeente in het Franse departement Lozère (regio Occitanie) en telt 199 inwoners (2005). De plaats maakt deel uit van het arrondissement Florac.

## Geografie
De oppervlakte van Barre-des-Cévennes bedraagt 37,4 km², de bevolkingsdichtheid is 5,3 inwoners per km².
De mooie autoroute Corniche des Cévennes komt hier langs.
De onderstaande kaart toont de ligging van Barre-des-Cévennes met de belangrijkste infrastructuur en aangrenzende gemeenten.

## Demografie
Onderstaande figuur toont het verloop van het inwonertal (bron: INSEE-tellingen).